# Hochtemperaturlöten
Das Hochtemperaturlöten (HT-Löten) ist ein flussmittelfreies Lötverfahren unter Luftabschluss, das überwiegend zum Fügen von thermisch und mechanisch hochbelasteten Bauteilen aus Edelstahl, Nickel- und Kobaltlegierungen sowie Keramiken verwendet wird, und mit Temperaturen über 900 °C arbeitet. 
Mit dem Verfahren können Zugfestigkeiten an Edelstahlverbindungen von über 500 N/mm2 erreicht werden. Die Lötverbindungen werden vornehmlich in geschlossenen Vakuumöfen oder in Schutzgasöfen mit Wasserstoff- oder Argonatmosphäre hergestellt. Als Lotwerkstoffe kommen Kupfer-, Nickel- und Kobaltlote zum Einsatz. Die Festigkeit der Hochtemperaturlötverbindungen erreicht im Regelfall die Festigkeit der zu verbindenden Grundwerkstoffe.